# Rhopalomyia abrotani
Rhopalomyia abrotani är en tvåvingeart som först beskrevs av James William Helenus Trail 1886.  Rhopalomyia abrotani ingår i släktet Rhopalomyia och familjen gallmyggor. Inga underarter finns listade i Catalogue of Life.